# An Túr Gloine

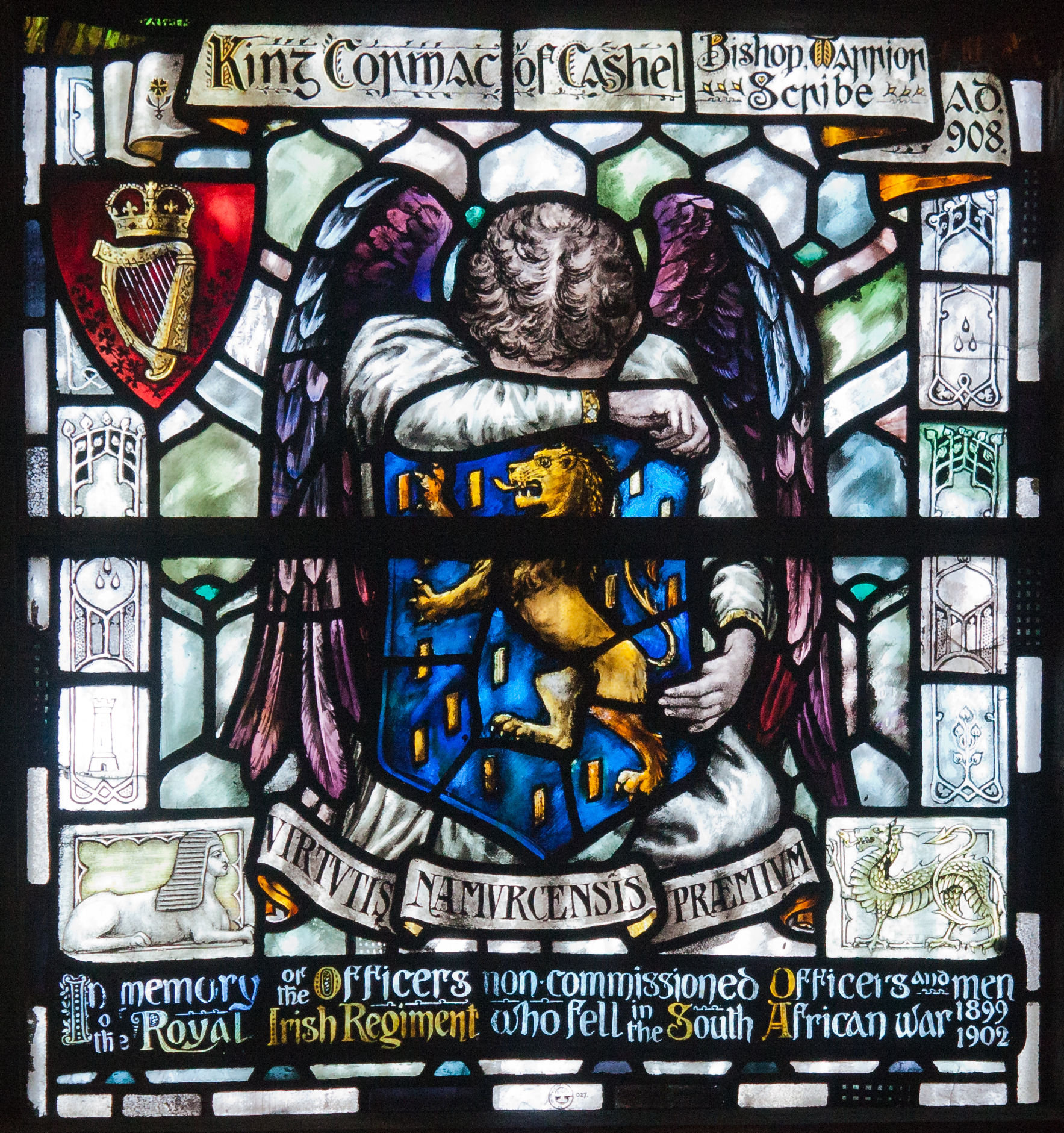
Fenêtre commémorative de la cathédrale St Patrick, Dublin exécutée par An Túr Gloine.

An Túr Gloine (ənˠ ˈt̪ˠuːɾˠ ˈɡlˠɪnʲə en irlandais « la tour de verre ») est un studio coopératif pour artistes du vitrail et de l'opus sectile existant de 1903 à 1944 et basé à Dublin en Irlande.

## Histoire
An Túr Gloine est créé fin 1901 et fondé en janvier 1903 au 24 Pembroke Street à Dublin en Irlande, sur le site de deux anciens courts de tennis. Il est actif tout au long de la première moitié du 20e siècle. Parmi les artistes affiliés, on trouve Michael Healy, Evie Hone, Beatrice Elvery, Wilhelmina Geddes, Harry Clarke, Catherine O'Brien, Kathleen Quigly et la fondatrice Sarah Purser. L'impulsion initiale pour le projet, stimulée par l'activiste culturel irlandais Edward Martyn, est la construction de la cathédrale catholique romaine à Loughrea dans le comté de Galway, devenue la cathédrale Saint-Brendan de Loughrea. Purser et Martyn espèrent fournir une alternative aux vitraux commerciaux importés d'Angleterre et d'Allemagne pour les églises irlandaises et d'autres projets architecturaux. Les connaissances de Purser sur le verre médiéval français et anglais, ainsi que ses relations sociales et ses compétences organisationnelles, ont été essentielles au succès de la coopérative.
Un auteur de The Studio, un magazine de beaux-arts et d'arts appliqués, dit que le groupe récemment formé An Túr Gloine est « peut-être l'exemple le plus remarquable du désir nouvellement éveillé de favoriser le génie irlandais », le décrivant comme « à la fois une école d'artisanat, où l'enseignement dans les moindres détails liés à la conception et à la production de vitraux est confiée aux ouvriers, et une usine à partir de laquelle de beaux travaux sont déjà apparus. » L'auteur vante également les avantages économiques d'une industrie irlandaise du verre pour approvisionner les églises. Le studio est considéré comme faisant partie du mouvement Arts and Crafts mais est également imprégné de l'esprit contemporain du revivalisme irlandais et s'inspire de la tradition artistique de l'illumination des manuscrits celtiques. L'Irlande devient un centre de renommée internationale de l'art du vitrail à cette époque, en grande partie grâce à An Túr Gloine. Le studio est dirigé par Purser jusqu'en 1940, et Catherine O'Brien lui succède jusqu'en 1944. À cette date, O'Brien achète le studio et en loue une grande partie à Patrick Pollen.

## Relation avec la culture littéraire
Une commande pour An Túr Gloine provoque une explosion de critiques dans le magazine Samhain du poète irlandais WB Yeats sur la façon dont « l'esprit bourgeois n'est jamais sincère dans les arts » : 

## Travaux
Le tableau suivant fournit des exemples d'œuvres commandées au studio ou créées par des artistes individuels associés à An Túr Gloine.
| Matière                                                                                                  | Site                                       | Emplacement                      | Artiste                                       |
| --- | ------------------------------------------ | -------------------------------- | --------------------------------------------- |
| Fenêtre commémorative de la Première Guerre mondiale                                                     | Église Saint-Barthélemy                    | Ottawa, Canada                   | Wilhemina Geddes                              |
| les fenêtres                                                                                             | Théâtre de l'abbaye                        | Dublin                           | An Túr Gloine                                 |
| Panneau de porte représentant une triade de bougies symbolisant la vérité, la connaissance et la sagesse | École St. Enda, Cullenswood House          | Ranelagh, Dublin                 | Sarah Purser et An Túr Gloine                 |
| Fenêtre St. Fanchea et St. Enda                                                                          | St. Brigid, église paroissiale de Faughart | Kilcurry, Irlande                | Sarah Purser et An Túr Gloine                 |
| Fenêtre (mise en service 1922)                                                                           | Présentation Couvent des Sœurs             | Green Street, Dingle             | Harry Clarke                                  |
| Fenêtre commémorative Emmet du temple Katharine et Richard Stockton Emmet                                | Christ Church                              | Pelham Manor, New York, Amérique | Sarah Purser                                  |
| Fenêtres, trois sur le côté sud, une sur l'allée nord                                                    | Église Sainte-Anne, rue Dawson             | Dublin                           | Wilhemina Geddes; allée nord avec Ethel Rhind |